# Margery Baxter
Margery Baxter fue una franca y heterodoxa lolarda de Martham, Inglaterra. Los lolardos fueron un grupo de gente de los siglos XIV y XV que siguieron las enseñanzas de Juan Wycliffe, un erudito y teólogo inglés que veía corrupción en la organización todopoderosa de la Iglesia Católica y buscaba reformarla.

## Obras lolardas
Uno de los extremos de interés para los seguidores de Wycliffe era la traducción de la Biblia al inglés, para que la gente normal pudiera leerla, limpiando la religión de corrupción y riqueza excesiva, y que todos los cristianos tuvieran un contacto directo con Dios. Al final, los lolardos pusieron la base para la futura reforma protestante en Inglaterra que florecería en los siguientes siglos. Pero en aquel momento, todas estas ideas fueron extremadamente controvertidas y políticamente peligrosas puesto que la monarquía inglesa y la poderosa iglesia católica estaban íntimamente relacionadas.

## Enseñanzas
Influida por la obra revolucionaria de Juan Wycliffe y por sus propios pensamientos radicales, Baxter enseñó una variedad de doctrinas lolardas aún más controvertidas. Era muy crítica con la reglamentada vida de iglesia y habló contra diversas prácticas eclesiásticas desde las tradiciones de veneración dominical al bautismo de los niños a la imagen del crucifijo. Como muchos lolardos, Baxter fue enjuiciada por herejía en 1429 como parte de uno de los [juicios por herejía de Norwich]] (1428-1431).

## Acusaciones y juicio
Johanna Clifland testificó contra ella, sosteniendo que Baxter había expresado una variedad de sentimientos heterodoxos, hablando contra las tradiciones del matrimonio santificado, los días de ayuno y los juramentos religiosos. Haciéndose eco de las creencias lolardas iniciales, Baxter también se oponía a la riqueza del clero católico y a la práctica de la confesión con cargos oficiales de la iglesia.
Seis meses después de que Johanna Clifland profiriera sus acusaciones, Margery Baxter confesó en octubre de 1429, y fue sentenciada a ser azotada cuatro domingos mientras caminaba descalza alrededor de la iglesia parroquial.